# E3
A Electronic Entertainment Expo, mais conhecida como E3, foi uma feira internacional dedicada a jogos eletrônicos. É considerada a mais importante do gênero, por reunir novidades relativas a lançamentos e tendências de mercado de várias empresas do setor dos jogos. O evento foi realizado pela primeira vez em 1995 e, desde então, realizou-se principalmente anualmente. Em todas as edições, com exceção de 2007, que foi realizado em Santa Mônica, Califórnia, foram realizados em Los Angeles Convention Center. A edição mais recente, a E3 2021, foi realizada de 12 a 15 de junho de 2021. A edição anterior, a E3 2020, foi cancelada em função do surto do coronavírus (COVID-19) pelo mundo. Na edição de 2023, por não conseguir convencer as principais empresas da indústria a participar, o evento foi oficialmente cancelado. Em 12 de dezembro de 2023, foi anunciado o cancelamento definitivo do evento.
Durante dois anos, a feira passou a ser chamada de E3 Media and Business Summit, por diminuir seu porte e sofrer alterações em seu formato, com foco em profissionais da indústria, o que resultou em uma queda notável de visitantes. Contudo, em 2009, o evento foi reestruturado novamente para abranger profissionais mais diversificados, frente à má recepção das edições de 2007 e 2008.

## História
Em 1995, a E3 foi organizada pela Interactive Digital Software Association (agora a Entertainment Software Association). Coincidiu com o início de uma nova geração de consoles, com o lançamento do Sega Saturn, e os anúncios de novos lançamentos de PlayStation, Virtual Boy e Neo-Geo CD. Especificações para a Nintendo Ultra 64 (mais tarde rebatizado de Nintendo 64) foram liberados, mas não havia nenhum hardware mostrado. O evento decorreu de 11 de maio até 13 de maio no Los Angeles Convention Center, em Los Angeles. Entre as principais empresas no evento, incluíam Sega of America, o presidente e CEO, Thomas Kalinske; o presidente da Sony Electronic Publishing, Olaf Olafsson; e o presidente da Nintendo Howard Lincoln.

## Cobertura da mídia
Diversos sites e blogs faziam a cobertura, com webcasts ao vivo ou análise dos jogos. Alguns sites populares incluíam (mas não limitados a esses sites) GameSpot, IGN, 1UP, os portais de jogos do UOL e o Voxel (anteriormente Baixaki Jogos, e TecMundo Games).[carece de fontes?]
Inicialmente, o evento permitia entrada de qualquer pessoa, mas depois de 2007, o evento ficou mais focado para jornalistas profissionais, jornalistas de jornal, jornalistas de sites e também, jornalistas de fã sites. Esses jornalistas deviam ter suas credenciais verificadas pela ESA antes de cobrirem o evento.